# Olivia Carnegie-Brown
Olivia Frances Carnegie-Brown (Westminster, 28 de março de 1991) é uma remadora britânica, medalhista olímpica.

## Carreira
Carnegie-Brown competiu nos Jogos Olímpicos de 2016, no Rio de Janeiro, onde conquistou a medalha de prata com a equipe da Grã-Bretanha no oito com.